# Alan Browning
Alan Browning (23 de marzo de 1926 – 7 de septiembre de 1979) fue un actor cinematográfico y televisivo británico.

## Biografía
Nacido en Sunderland, Inglaterra, es sobre todo recordado por interpretar a Alan Howard en la serie televisiva Coronation Street, un papel que llevó a cabo desde 1969 hasta 1973. 
Otras de las producciones televisivas en las que intervino Browning fueron The Plane Makers (1964), The Newcomers (1965), The War of Darkie Pilbeam (1968) y Big Breadwinner Hog (1969). Entre sus trabajos cinematográficos se incluyen Fury at Smugglers' Bay (1961), Guns at Batasi (1964) y Julio César (1970).
Estuvo casado con la actriz de Coronation Street Pat Phoenix, (su esposa en la ficción, Elsie Tanner) desde el 23 de diciembre de 1972 hasta el momento de su muerte, ocurrida en Stockport, Gran Mánchester, el año 1979 a causa de un fallo hepático, resultado de su alcoholismo.